# Boris Petrowitsch Schekassjuk
Boris Petrowitsch Schekassjuk (russisch Борис Петрович Шекасюк; * 9. Februar 1948 in Moskau; † 11. Januar 2010 ebenda) war ein russischer Germanist, Übersetzer und Professor der Moskauer Staatlichen Pädagogischen Universität.

## Leben
Schekassjuk schloss 1971 ein Studium am Moskauer Staatlichen Pädagogischen W.I. Lenin-Institut in der Fachrichtung „Deutsch und Englisch“ ab. Er blieb am Institut und stieg vom Laboranten des Lehrstuhls bis zum Lehrstuhlleiter auf. Im Jahre 1984 wurde er bei Walentin Dmitrijewitsch Djowkin mit einer Dissertation zum Thema Die Wortfolge im einfachen deutschen Satz promoviert.
Die Schwerpunkte in seinen Werken waren die Problematik der deutschen Umgangssprache, die deutsche Grammatik, Theorie und praktische Anwendung der Übersetzung, die Nominationstheorie, die vergleichende Linguistik. Schekassjuk übersetzte sowohl schöngeistige, als auch wissenschaftlich-technische Literatur. Die hohe Qualität seiner Übersetzungen von klassischen und modernen Werken der Dichtung wurde international anerkannt, besonders  seine Übersetzung von Aischylos’ Orésteia im europäischen Raum. Das Schauspiel wurde unter der Regie von Peter Stein mit einer Besetzung aus russischen Schauspielern in mehreren Städten der GUS und Europas aufgeführt.